# Hōjō Hirotoki
Hōjō Hirotoki (1279-1315), r. (1312-1315) fue el duodécimo shikken o regente del clan Hōjō durante el shogunato Kamakura en la historia de Japón (fecha en que el undécimo shikken o regente del clan Hōjō Hōjō Munenobu murió) hasta su muerte.
- Datos: Q2331538
- Multimedia: Hōjō Hirotoki / Q2331538